# گوائولد

یک گؤائولد در آب.

گؤائولد نژاد انگلی خیالی‌ای در دنیای مجموعهٔ تلویزیونی علمی-تخیلی دروازهٔ ستارگان اس‌جی-۱ است. گؤائولدها مارفَش‌اند، لیکن معمولاً داخل مغز جانوران بزرگ‌تر می‌شوند و پس از آن می‌توانند مهار آن جانوران را در دست گیرند. گؤائولدها به طور خاص انسان‌ها را میزبان مناسبی می‌یابند.
بیشتر گؤائولدها منش خداگونانه اختیار کرده و خویشتن را خدای می‌خوانند تا بر ارتشهایی از بردگان فرمان رانند. گؤائولدها در نزد کسانی که ایشان را نمی‌پرستند موجوداتی پلید، خودمحور، برمنش و خودبزرگ‌بین‌اند. در زبان گؤائولد گؤائولد به معنای فرزند خدا است. جرگهٔ بزرگان گؤائولد تشکیل اتحادیهٔ نه چندان منسجم اربابان سامانه دادند. اما نحلهٔ متمردی از گؤائولدها به نام تک'راعها وجود دارد. تک'راع‌ها جهان‌بینی خدا/بنده را که نزد گؤائولدها غلبه دارد طرد می‌کنند و تنها با میزبانان داوطلب ادغام می‌شوند.
گاه به یک گؤائولد منفرد همزی می‌گویند، خصوصاً هنگامی که میزبان و انگل رابطه‌ای آزادانه، حسنه و هم‌افزایانه دارند، مثلاً در مورد تک'راع‌ها. در بیشتر طول مجموعه گؤائولدها دشمنان اصلی اس‌جی-۱ بودند هرچند که پس از سقوط اربابان سامانه، در فصل نه با اورایها جایگزین شدند. 

## منشأ
گؤائولدها در سیارهٔ بومیشان (که تنها با نام‌گذاری اس‌جی‌سی پ۳اکس-۸۸۸ و نشانی ()شناخته‌است) چرخهٔ زندگی خود را به صورت لاروهای نسبتاً بی‌دفاع که از تخم‌ریزی ملکهٔ مادر به وجود می‌آیند، آغاز می‌کنند. آنهایی که به بلوغ می‌رسند بالک‌های کارآمدی برمی‌آورند که به آنها اجازه می‌دهد با قدرت از آب بیرون جهند و از راه گردن موجودی مناسب (قربانی) وارد بدنش شوند. اوناسها هم نخستین بار در همان سیاره تکامل یافتند و نخستین میزبانان موردعلاقهٔ گؤائولدها بودند. گؤائولدهای داخل اوناس میزبانشان به جای ماندن در سیارهٔ بومی خود پ۳اکس-۸۸۸ با استفاده از اختردروازهٔ سیاره‌شان به جهان‌های دیگر مهاجرت کردند. پس از آن، ایشان به نژادهای بیگانهٔ دیگر حمله و نفوذ کردند تا اینکه کل کهکشان راه شیری را به اشغال خود درآوردند. سرانجام نژاد گؤائولدها روی به انقراض نهاد تا اینکه مهتر اربابان سامانه راع زمین و انسان‌های باستانی زینده در آن را کشف کرد. انسان‌ها نژاد بسیار مناسب‌تری برای میزبانی گؤائولدها از آب درآمدند، چرا که بدن انسان راحت‌تر ترمیم می‌یابد و دستان و صدای انسان امکان بیشتری برای بیان و استفاده‌های فناوریانه در اختیار می‌نهد. استفاده از اوناس برای میزبانی متروک شد.
هنگامی که گؤائولد بر میزبانش مسلط شود، تعویض میزبان کار ساده‌ای نیست؛ چرا که گؤائولد، پس از تسلط بر میزبان، بالک‌هایش را از دست دهد و بدنش نزار گردد. گؤائولدهای جهان‌پیما چرخهٔ زندگی‌ای متفاوت با گؤائولدهای باشنده در وحش یافتند. به این معنا که با دستکاری نژادی از انسان‌ها، جفا را به وجود آوردند که به عنوان ماشین گؤائولدکشی (در قیاس با ماشین جوجه‌کشی) کنند و بدن هر جفا یک لارو گؤائولد در خود نگاه دارد. ظاهراً این کار به دو دلیل انجام شد یکی اینکه بندگان جنگجوی زورمندی تولید شوند و دوم اینکه قابلیت گؤائولد نوزاد برای اخذ بدن انسان در دوران بلوغ افزایش یابد. گؤائولدهایی که «در وحش» رشد کنند تنها پنجاه درصد بخت تسلط بر میزبان دارند در حالی که گؤائولدهایی که در بدن جفا رشد کرده‌اند صدردصد این قابلیت را دارایند. با این حال گؤائولدها گونه‌ای پرشمار نیستند. سلماک برآورد کرد که «دهها گؤائولد در حد اربابان سامانه و چند هزار گؤائولد [بالغ] در کل وجود دارند.»
گؤائولدهای بومی سیارهٔ اصلی در بدنشان نقده یافت نمی‌شد اما گؤائولدهای سیاره‌های دیگر چرا. در مجموعهٔ تلویزیونی توضیحی برای این امر داده نشده‌است و تنها به ذکر این واقعیت اکتفا شده.
باور بر این است که دوران سلطهٔ سیاسی گؤائولدها بر کهکشان زود پس از کشف راع انسان‌ها را برای میزبانی، در حدود هزارهٔ هشتم یا نهم پیش از میلاد، شروع شد و تا هجوم تکثیرشوندگان به کهکشان در سال ۲۰۰۵ میلادی ادامه یافت.

## تاریخ
در سال ۸۰۰۰ پیش از میلاد، گؤائولدها نژادی رو به انقراض بودند. ایشان به اوناسهای بومی هجوم بردند و به چگونگی راه‌اندازی دروازهٔ ستارگان پی بردند. ولی حتی با میزبان‌هایشان نمی‌توانستند خود را برای مدت طولانی حفظ کنند. گؤائولدی به نام راع به سیاره‌ای به نام زمین برخورد و ساکنان بومی آن را تائوری (نخست‌زاده) نام نهاد. پس از پی بردن به این که در بدن میزبانِ انسانْ گؤائولد می‌تواند تا ابد زنده ماند، زمین را به یوغ و مردمانش را به میزبانی کشیدند: جفاها به عنوان ماشین گؤائولدکشی بقیه به عنوان برده. گؤائولدها در زمین بر کرسی خدایان نشستند (جز در مورد اقوام نورس). مردمان را میان سیاره‌های مختلف جابجا کردند تا در معدن‌های نقده به کار گماشته شوند و پس از پایان یافتن ذخائر هر معدن کارگران را به حال خود وانهاده و فراموششان کردندی. اما انسان‌های زمین سر به شورش برداشتند و گؤائولدها را به ترک سیاره واداشتند. پس از آن زمین به مدت پنج‌هزار سال فراموش شد.
تائوریان در سال ۱۹۹۶ یا همان حدود تهدیدی برای گؤائولد شدند. پس از مرگ ملکهٔ گؤائولد هاثر، اربابان گؤائولد سامانه، هیئت حکمفرمایی همهٔ گؤائولدها، قصد حمله به زمین کردند که اسگاردها زمین را در عهدنامهٔ سیاره‌های محافظت‌شده گنجاندند.
پس از مرگ دو تن از گؤائولدها کرونوس و آپافیس، جنگ داخلی شدیدی میان اربابان سامانه در گرفت.